# Coral·loide

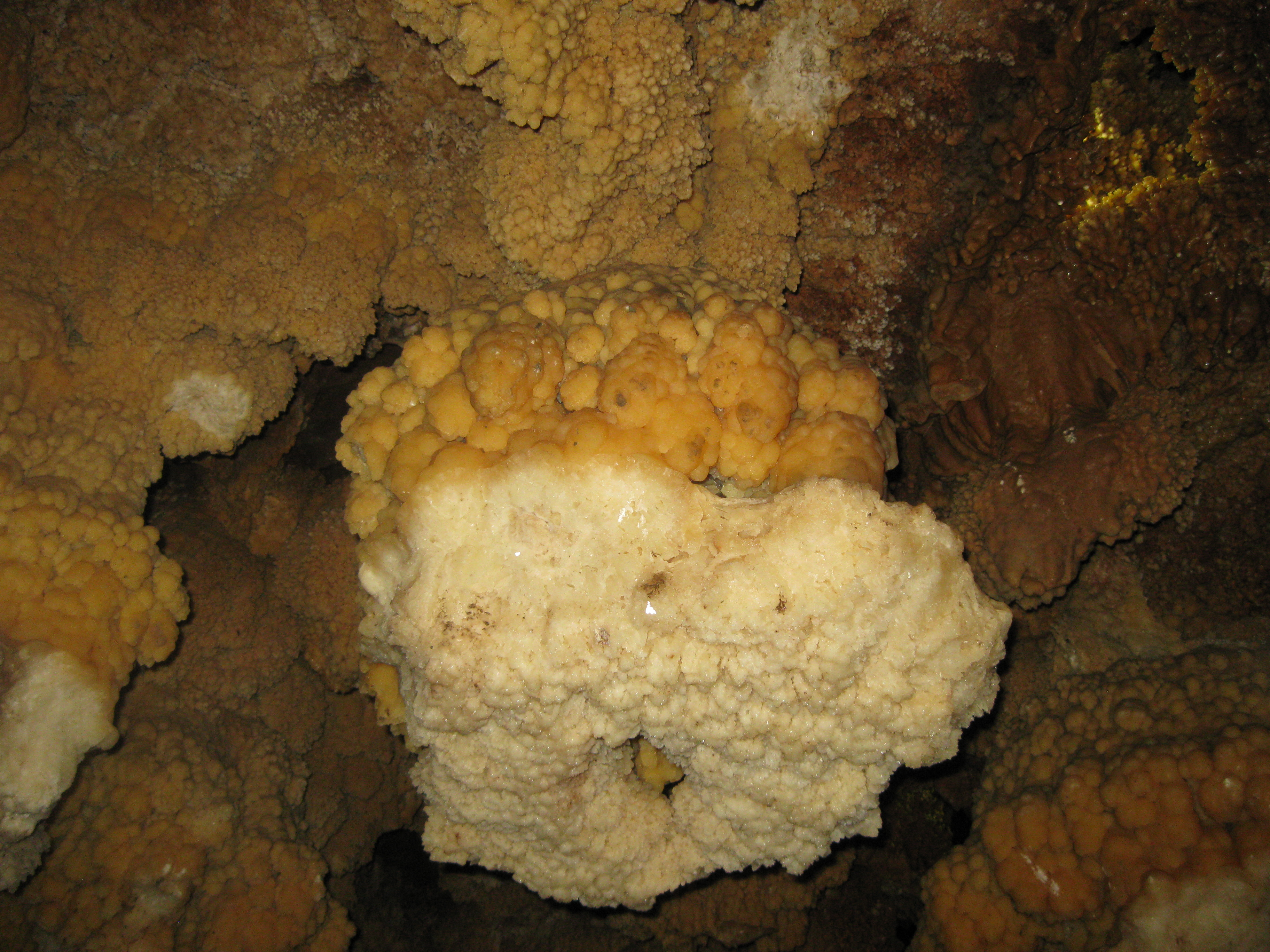
Cova Ali-Sadr Cave, província de Hamedan, Iran

Un coral·loide és un espeleotema que té forma nodular o globular i que recorda als coralls, d'on ve el seu nom. Són de dimensions molt variables, des de mil·límetres de diàmetre fins a més d'un metre. Tenen un creixement concèntric. N'hi ha de subaeris i de subaquàtics.
L'origen dels coral·loides subaeris va lligat a l'existència de fines pel·lícules d'aigua i diferents mecanismes hídrics:
1. aigua d'infiltració procedent de les parets de la cova,
2. aigua que flueix pel mig de les irregularitats de les parets,
3. esquitxos d'aigua de degoteig,
4. aigua que es mou per capil·laritat des de petits llacs cap a les parets,
5. aigua de condensació, i
6. petites gotes d'aigua suspeses en l'aire (aerosols).[1]